# ناديا صوالحة
ناديا صوالحة (بالإنجليزية: Nadia Sawalha)‏ (مواليد 18 تشرين الثاني \نوفمبر 1964) هي ممثلة ومقدمة برامج بريطانية من أصل أردني، اشتُهرت بدور آني بالمر في المسلسل التلفزيوني الطويل إيست إندرز من إنتاج بي بي سي وان والذي عرض بين عامي 1997 و1999. بعد فوزها بمسابقة ماستر شيف واصلت ناديا الظهورفي برامج الطبخ، ليس كمقدّمة فقط بل كطاهية أيضاً. تظهر حالياً في برنامج فضفضة نسائية وكانت إحدى مقدميه الأصليين منذ بداية عرضه عام 1999، وعادت إليه محاورة بعد تجديد مقدم البرنامج عام 2013.

## المهنة
بعد التدريب في أكاديمية إيطاليا كونتي للفنون المسرحية، بدأت ناديا صوالحة عملها في المسرح. منذ عام 1997 حتى 1999، لعبت دور البطولة في «إيست إندرز» بدور سيدة الأعمال آني بالمر. من أعمالها التلفزيونية الأخرى المهمة مسلسل الخسائر، «أي طريق للحرب» والدراما البوليسية آي تي في، ذا بيل. ظهرت أيضاً في أفلام كلوك وايز (1986)، «أي طريق للحرب» (1994)، سليف أوف دريمز (1995)، «ذا فانيشينغ مان» (1996) ودراما العصر الفيكتوري ستيشن جيم (2001).
من 1999 حتى 2002، كانت صوالحة محاضرة منتظمة في برنامج دردشة «فضفضة نساء»، ثم عادت إليه في أكتوبر 2013..
عام 2001، قدمت ناديا برنامج مسابقات تلفزيوني قصير الأمد عنوانه «هذا ليس الحل» مع بيتر ديكنسون كمذيعة.
لقناة بي بي سي، قدّمت صوالحة أربع مسلسلات جواز سفر للشمس، المجموع، تي في ميل، هير هنترز، الشريك المثالي وتبادل عائلي. كما شاركت في استضافة وثائقيات على الهواء مستشفى المدينة.كما استضافت صوالحة مسبقاً برنامجاً على قناة بي بي سي وان بعنوان «العيش تحت الشمس»، وتناول حياة المغتربين البريطانيين في إسبانيا، وبرنامج مطلوب للأسفل الذي يظهر العائلات التي ترغب في الانتقال إلى أسفل العالم (أستراليا، وأحياناً نيوزيلندا)، وكيف ستكون الحياة والعمل في هذه الدول. كما ظهرت في برامج كيمكن أن تقع الحوادث وهو برنامج من إنتاج توفور، ويتابع العائلات أثناء محاولة إعادة بناء منازلهم بعد الكوارث.
عام 2005، قدمت صوالحة برنامج «مرآة، إشارة، مناورة» لقناة بي بي سي وان، ويتتبع البرنامج الذين يتعلمون السواقة الذين تعلموا وخضوا لاختبارات القيادة وحصلوا على درجات متوافتة للنجاح. شاركت صوالحة في نفس العام وعلى نفس الشبكة جيريمي ميلنيس تقديم برنامج «مواكبة جونز». في صيف عام 2006، بدأت صوالحة بتقديم برنامج ذا ون شو بالاشتراك مع أدريان تشيليز، لكنها استبدلت بكريستين بليكلي في الموسم التالي بسبب حملها.
بعد فوزها ببرنامج ماستر شيف المشاهير، شاركت بتقديم نسخة الصغار من برنامج ماستر شيف الصغار.

### كتبها
- Stuffed Vine Leaves Saved My Life (2010) - ورق العنب المحشو أنقذ حياتي (2010)
- Greedy Girl's Diet (2013) = حمية الفتاة الجشعة (2013)
- Greedy Girl's Diet: Second Helpings! (2013) - حمية الفتاة الجشعة: المساعدات الثانية! (2013)
- Fabulous Family Food (2014) - طعام عائلي رائع (2014)
- Nadia Sawalha's Little Black Dress Diet (2016) حمية فستان ناديا صوالحة الأسود
- Nadia and Kaye: Disaster Chef (2018) – with Kaye Adams - ناديا وكاي: الشيف الكارثة (2018) مع كاي آدامز.

## الحياة الشخصية
نشأت ناديا صوالحة في جنوب لندن، كرويدون، حيث لا تزال تعيش. وهي ابنة الممثل البريطاني الأردني الأصل نديم صوالحة وأمها بريطانية تدعى «روبيرتا لين». كما أنها شقيقة الممثلة جوليا صوالحة؛ ويذكر أنهما ظهرتا معاً في Lily Savage's Blankety Blank. عام 1997، شاركت الممثلتان مع والدهما في «دييريست دادي... دارلينغ دوتر» على مسرح يونغ فيك في جنوب لندن.
عانت صوالحة من الصدفية واستخدمت معالجة مثلية بدلاً من العلاج التقليدي. .
في 25 ديسمبر عام 1997، انتحر زوج ناديا الأول جستن ميلدوتر. حيث استمر زواجهما خمس سنوات، لكنهما كانا قد انفصلا قبل بضعة أشهر من الحادثة.
في 6 حزيران (يونيو) 2002، تزوجت من المنتج التلفزيوني مارك أديرلي. تسكن حالياً في منطقة نوروود العليا في جنوب لندن ولها ابنتان، مادي (مواليد 2002) وكيكي-بيبي (مواليد 2007). عملت ناديا على تعليم بناتها منزلياً ولم تتبع في ذلك المنهج الوطني. وقد صرحت بأنها تريدهما أن تكتسبا الحد الأدنى من المؤهلات الرسمية فقط لأنهما «لن تكونا طبيبتين أبداً». وقد جذبت هذه التصريحات ردود فعل عنيفة.
تعتبر كاي أدامز زميلتها في برنامج الحوارات «فضفضة نسائية» أفضل صديقاتها. إذ لديهما حساب خاص على يوتيوب وحساب على إنستغرام وصفحة فيسبوك، حيث تنشران مدونات أسبوعية ومقاطع فيديو للطهي ومراجعات للأفلام والبرامج التلفزيونية. كما أنهما تركزان على الروتين اليومي للعائلة العادية.

## التلفزيون
| العام            | العنوان                     | القناة                   | الدور          | ملاحظات                       |
| ---------------- | --------------------------- | ------------------------ | -------------- | ----------------------------- |
| 1992–1994        | سيكوند ثوتس                 | آي تي في                 | غينا           |                               |
| 1997–1999        | إيست إندرز                  | بي بي سي وان             | آني بالمر      |                               |
| 2001             | ليست الإجابة الصحيحة        | آي تي في                 | مقدمة          |                               |
| 1999–2002, 2013– | فضفضة نساء                  | آي تي في                 | محاضرة منتظمة  | Stand-in anchor (2016–)       |
| 2005             | مرآة، إشارة، مناورة         | بي بي سي وان             | مقدّمة          |                               |
| 2005             | مواكبة جونسيس               | بي بي سي وان             | مقدمة مشاركة   | مع جيريمي ميلنيز              |
| 2006             | ذا ون شو                    | بي بي سي وان             | مقدمة مشاركة   | تم استبدالها بكريستين بليكلي  |
| 2007             | ماستر شيف المشاهير          | بي بي سي وان             | الفائزة        |                               |
| 2007–2009        | مطلوب للأسفل                | بي بي سي وان             | مقدمة          | تم استبدالها بنيكي شابمان     |
| 2009             | تناول الطعام تحت أشعة الشمس | بي بي سي وان             | مقدمة          |                               |
| 2010             | ماستر شيف الصغار            | سي بي بي سي              | مقدمة مشاركة   |                               |
| 2010             | مطعم فوري                   | بي بي سي تو              | مقدمة          |                               |
| 2011–2012, 2014  | لورين                       | آي تي في                 | مقدمة احتياطية | الحلقة 58                     |
| 2011             | الرقص على الجليد            | آي تي في                 | منافسة         | تم استبعادها من الأسبوع الأول |
| 2012             | النجدة في المطبخ            | UKTV Home                | مقدمة          | 1 series                      |
| 2012             | Saturday Cookbook           | آي تي في                 | مقدمة مشاركة   | 1 سلسلة؛ مع مارك سارجينت      |
| 2013             | صاندي سكوب                  | آي تي في                 | مقدمة مشاركة   | 1 سلسلة؛ مع كاي آدامز         |
| 2015             | بيغ براذر المشاهير 15       | القناة الخامسة (بريطانيا | منزل المشاهير  | سلسلة - الموسم 15             |
| 2015             | بينيدورم                    | آي تي في                 | ميلاني         | الحلقة 2                      |

ظهور كضيفة
- هايدر إن ذا هاوس (2007) – ضيفة
- سيد وسيدة كل النجوم (17 أكتوبر 2012) – منافسة
- ثروات عائلات كل النجوم (27 يوليو 2013) – منافسة
- أرسمها! (5–9 مايو 2014)[11]
- Celebrity Squares (24 September 2014) – Guest[12]
- المطاردة:حلقة خاصة للمشاهير (12 ديسمبر 2015)[13] – Contestant
- تيبينغ بوينت: لاكي ستارز (22 أكتوبر 2016) – منافسة

## وصلات خارجية
- ناديا صوالحة على موقع IMDb (الإنجليزية)
- ناديا صوالحة على موقع قاعدة بيانات الفيلم (الإنجليزية)

- Nadia Sawalha في قاعدة بيانات الأفلام على الإنترنت
- Nadia Sawalha @ ukgameshows.com